# Église Saint-André d'Ézy-sur-Eure
Pour les articles homonymes, voir église Saint-André.
L’église Saint-André est une église située à Ézy-sur-Eure dans le département de l’Eure en France, que l’Église catholique rattache au diocèse d’Évreux.

## Histoire
L'église initiale jugée vétuste par les autorités civiles et ecclésiastiques en 1939 fut rasée par les bombardements de 1944 et reconstruit aux alentours de 1957 par l'architecte savoyard Maurice Novarina, célèbre pour ses églises dans le plus pur style art minéral avec ses moulures en béton armé.

## Architecture
À l'origine, elle était construite dans le quartier de l'île. Elle fut reconstruite en 1957 dans le quartier du centre-ville. Le fils de Maurice Novarina, Patrice, lui-même architecte, fut à l'origine de la restauration de son clocher en 2012. L’église est une imitation des églises romanes du XIe siècle en Italie du Nord avec un clocher-campanile carré. Les vitraux furent réalisés par Raoul Ubac sous les conseils de l'architecte Maurice Novarina.

## Territoire
L’église Saint-André d’Ézy-sur-Eure dépend du diocèse d’Évreux et forme la paroisse rurale de Saint-André-Mesnille.

### Note et référence
1. ↑  Pierre Molkhou, Histoire d'Ézy-sur-Eure depuis ses origines: le territoire, la paroisse, le bourg et les hommes…, auto-édité, 2012 (lire en ligne).
2. ↑  « Eglise Saint-André à Ézy-sur-Eure - PA27000060 », sur monumentum.fr (consulté le 26 décembre 2023).
3. ↑  Ludivine Ponte, « Les archives iconographiques de la Reconstruction à l'échelle d'un département : le cas de l'Eure : Provenance, typologies et usages », dans Les archives iconographiques et audiovisuelles de la Reconstruction en France, de 1940 aux années 1960, Publications des Archives nationales, coll. « Actes », 5 octobre 2023 (ISBN 978-2-86000-388-9, lire en ligne).
4. ↑  Site patrimoine-religieux.fr.
5. ↑  Franck Delorme, « Guillaume Gillet, « la liaison de l’art monumental et des arts plastiques », principe ou réalité ? Le cas des vitraux de l’église Notre-Dame à Royan », In Situ. Revue des patrimoines, no 32,‎ 4 juillet 2017 (ISSN 1630-7305, DOI 10.4000/insitu.14998, lire en ligne, consulté le 26 décembre 2023).
6. ↑  admin, « Saint André - Mesnilliers », sur Diocèse d'Évreux - Église Catholique dans l'Eure, 23 novembre 2017 (consulté le 26 décembre 2023).